# Alexander Borissowitsch Danilin
Alexander Borissowitsch Danilin (russisch Александр Борисович Данилин, wiss. Transliteration Aleksandr Borisovič Danilin; * 20. Juni 1961 in Moskau; † 26. Januar 2019) war ein sowjetischer Eisschnellläufer.
Danilin, der für den Dynamo Moskau startete, wurde im Jahr 1983 sowjetischer Meister im Sprint-Mehrkampf und startete international erstmals in der Saison 1981/82. Bei der Sprintweltmeisterschaft 1983 in Helsinki kam er auf den 26. Platz und bei der Sprintweltmeisterschaft 1984 in Trondheim auf den neunten Rang. Bei seiner einzigen Teilnahme an Olympischen Winterspielen im Februar 1984 in Sarajevo wurde er Neunter über 500 m.

## Persönliche Bestleistungen
| Disziplin | Zeit        | Datum             | Ort       |
| --------- | ----------- | ----------------- | --------- |
| 500 m     | 36,76 s     | 25. März 1983     | Almaty    |
| 1000 m    | 1:13,23 min | 24. Dezember 1982 | Almaty    |
| 1500 m    | 2:06,60 min | 22. August 1982   | Leningrad |
| 3000 m    | 4:40,30 min | 23. August 1981   | Leningrad |
| 5000 m    | 8:58,73 min | 8. Februar 1981   | Iwanowo   |